# Гольф на Азиатских играх
Соревнования по гольфу проводятся на летних Азиатских играх в одиночном и командном зачётах начиная с Игр 1982 года для мужчин и с Игр 1990 года для женщин.

## Виды соревнований
|                 | 1982    | 1986    | 1990    | 1994    | 1998    | 2002    | 2006    | 2010    | 2014    | 2018    | Годы |
| Мужчины         | Мужчины | Мужчины | Мужчины | Мужчины | Мужчины | Мужчины | Мужчины | Мужчины | Мужчины | Мужчины |      |
| --------------- | ------- | ------- | ------- | ------- | ------- | ------- | ------- | ------- | ------- | ------- | ---- |
| Одиночный зачёт | X       | X       | X       | X       | X       | X       | X       | X       | X       | X       | 10   |
| Командный зачёт | X       | X       | X       | X       | X       | X       | X       | X       | X       | X       | 10   |
| Женщины         |         |         |         |         |         |         |         |         |         |         |      |
| Одиночный зачёт |         |         | X       | X       | X       | X       | X       | X       | X       | X       | 8    |
| Командный зачёт |         |         | X       | X       | X       | X       | X       | X       | X       | X       | 8    |
|                 |         |         |         |         |         |         |         |         |         |         |      |
| Всего           | 2       | 2       | 4       | 4       | 4       | 4       | 4       | 4       | 4       | 4       |      |

## Призёры соревнований

### Мужчины

#### Одиночный зачёт
| Год  | Золото                           | Серебро                          | Бронза                          |
| ---- | -------------------------------- | -------------------------------- | ------------------------------- |
| 1982 | Индия · Lakshman Singh           | Индия · Rajiv Mohta              | Япония · Tetsuo Sakata          |
| 1986 | Филиппины · Ramon Brobio         | Республика Корея · Kim Ki-sub    | Япония · Takahiro Nakagawa      |
| 1990 | Япония · Shigeki Maruyama        | Шри-Ланка · Nandasena Perera     | Филиппины · Ramon Brobio        |
| 1994 | Япония · Kaname Yokoo            | Китай · Zhang Lianwei            | Китайский Тайбэй Hong Chia-yuh  |
| 1998 | Япония · Tomohiro Kondo          | Филиппины · Gerald Rosales       | Япония · Hidemasa Hoshino       |
| 2002 | Индия · Shiv Kapur               | Шри-Ланка · Anura Rohana         | Республика Корея · Kim Hyun-woo |
| 2006 | Республика Корея · Kim Kyung-tae | Китайский Тайбэй Pan Cheng-tsung | Филиппины · Michael Bibat       |
| 2010 | Республика Корея · Kim Meen-whee | Филиппины · Miguel Tabuena       | Китайский Тайбэй Hung Chien-yao |
| 2014 | Китайский Тайбэй Pan Cheng-tsung | Республика Корея · Kim Nam-hun   | Китайский Тайбэй Yu Chun-an     |
| 2018 | Япония · Keita Nakajima          | Республика Корея · Oh Seung-taek | Китай · Jin Cheng               |

#### Командный зачёт
| Год  | Золото           | Серебро          | Бронза           |
| ---- | ---------------- | ---------------- | ---------------- |
| 1982 | Индия            | Республика Корея | Япония           |
| 1986 | Республика Корея | Япония           | Филиппины        |
| 1990 | Япония           | Филиппины        | Республика Корея |
| 1994 | Япония           | Китайский Тайбэй | Республика Корея |
| 1998 | Япония           | Филиппины        | Китайский Тайбэй |
| 2002 | Китайский Тайбэй | Республика Корея | Япония           |
| 2006 | Республика Корея | Индия            | Китайский Тайбэй |
| 2010 | Республика Корея | Индия            | Китайский Тайбэй |
| 2014 | Китайский Тайбэй | Республика Корея | Таиланд          |
| 2018 | Япония           | Китай            | Республика Корея |

### Женщины

#### Одиночный зачёт
| Год  | Золото                          | Серебро                         | Бронза                           |
| ---- | ------------------------------- | ------------------------------- | -------------------------------- |
| 1990 | Республика Корея · Won Jae-sook | Республика Корея · Lee Jong-im  | Филиппины · Jamille Jose         |
| 1994 | Китайский Тайбэй Huang Yu-chen  | Республика Корея · Kang Soo-yun | Республика Корея · Song Chae-eun |
| 1998 | Китайский Тайбэй Lu Hsiao-chuan | Китайский Тайбэй Wei Yun-jye    | Республика Корея · Jang Jeong    |
| 2002 | Япония · Ai Miyazato            | Республика Корея · Kim Joo-mi   | Республика Корея · Park Won-mi   |
| 2006 | Республика Корея · Ryu So-yeon  | Япония · Mika Miyazato          | Республика Корея · Choi He-yong  |
| 2010 | Республика Корея · Kim Hyun-soo | Китай · Yan Jing                | Республика Корея · Kim Ji-hee    |
| 2014 | Республика Корея · Park Gyeol   | Таиланд · Budsabakorn Sukapan   | Таиланд · Supamas Sangchan       |
| 2018 | Филиппины · Yuka Saso           | Китай · Liu Wenbo               | Филиппины · Bianca Pagdanganan   |

#### Командный зачёт
| Год  | Золото           | Серебро          | Бронза           |
| ---- | ---------------- | ---------------- | ---------------- |
| 1990 | Республика Корея | Китайский Тайбэй | Филиппины        |
| 1994 | Китайский Тайбэй | Республика Корея | Китай            |
| 1998 | Китайский Тайбэй | Республика Корея | Филиппины        |
| 2002 | Республика Корея | Япония           | Филиппины        |
| 2006 | Республика Корея | Япония           | Китайский Тайбэй |
| 2010 | Республика Корея | Китай            | Китайский Тайбэй |
| 2014 | Таиланд          | Республика Корея | Китай            |
| 2018 | Филиппины        | Республика Корея | Китай            |

## Медальный зачёт
суммарно медали для страны во всех видах соревнований
| Место          | Страна               | Золото | Серебро | Бронза | Всего |
| -------------- | -------------------- | ------ | ------- | ------ | ----- |
| 1              | Республика Корея     | 13     | 13      | 9      | 35    |
| 2              | Япония               | 9      | 4       | 5      | 18    |
| 3              | Китайская Республика | 7      | 4       | 8      | 19    |
| 4              | Филиппины            | 3      | 4       | 8      | 15    |
| 5              | Индия                | 3      | 3       | 0      | 6     |
| 6              | Таиланд              | 1      | 1       | 2      | 4     |
| 7              | Китай                | 0      | 5       | 4      | 9     |
| 8              | Шри-Ланка            | 0      | 2       | 0      | 2     |
| Всего стран: 8 | Всего стран: 8       | 36     | 36      | 36     | 108   |